# Toulicia megalocarpa
Toulicia megalocarpa är en kinesträdsväxtart som först beskrevs av Porphir Kiril Nicolai Stepanowitsch Turczaninow, och fick sitt nu gällande namn av Ludwig Radlkofer. Toulicia megalocarpa ingår i släktet Toulicia och familjen kinesträdsväxter. Inga underarter finns listade i Catalogue of Life.